# يو إف سي ليلة القتال: ياكوينتا ضد كاوبوي
يو إف سي ليلة القتال: ياكوينتا ضد كاوبوي (بالإنجليزية: UFC Fight Night: Iaquinta vs. Cowboy)‏ هو حدث لفنون القتال المختلطة نظمته يو إف سي، أُقيم في 4 مايو 2019، على المركز الكندي للإطارات في أوتاوا، أونتاريو، كندا.